# نوربرت شلگل
نوربرت شلگل (انگلیسی: Norbert Schlegel؛ زادهٔ ۹ مارس ۱۹۶۱) بازیکن فوتبال اهل آلمان است.
از باشگاه‌هایی که در آن بازی کرده‌است می‌توان به باشگاه فوتبال هرتابرلین، باشگاه فوتبال نورنبرگ، باشگاه فوتبال گروتر فورث، و باشگاه فوتبال زاربروکن اشاره کرد.